# Hellyethira loripes
Hellyethira loripes är en nattsländeart som beskrevs av Wells 1979. Hellyethira loripes ingår i släktet Hellyethira och familjen smånattsländor. Inga underarter finns listade i Catalogue of Life.